# Pestifer
Pestifer est un groupe belge de death metal technique, originaire de Liège, en Région wallonne. Leur musique est associée au death metal, au metal progressif et au death metal technique, et le thème de leurs textes est la Science-fiction.

## Historique

### Débuts (2004–2008)
Les origines du groupe sont retracées en 2004. À la suite de la séparation de Burgus et Salmonellose, les jumeaux Phil et Adrien Gustin, respectivement batteur et bassiste, forment le groupe Pestifer.
Après avoir mis en place une série de compositions, ils rencontrent leur guitariste Antoine Paterka lors des festivités du 15 août en 2004 à Liège. Le trio commence ses répétitions en février 2005, et l'alchimie fonctionne très bien. En quête d'un vocaliste, le groupe recrute Olivier "Morty" Putz, chanteur de Spectre, groupe de black metal liégeois.
S'ensuit une série de concerts en Wallonie et l'enregistrement d'un EP trois titres en mars 2006. Il sera envoyé à divers fanzines underground partout dans le monde, avec généralement de bons retours.
En décembre 2006, le trio de base décide de se séparer de son chanteur.
L'année 2007 n'est ponctuée que de quelques concerts à Liège, Huy et Lille avec à chaque fois des chanteurs de session. Le groupe enregistre également une chanson pour la compilation Face Your Underground à l'initiative du site deathmetal.be, distribuée un peu partout en Europe.
En 2008, Pestifer investit de tout nouveaux locaux disponibles à Liège et intègre un second guitariste, Emerson Devresse, officiant comme guitariste au sein du groupe de black metal Bazaâr et d'un nouveau chanteur, Jérôme Bernard, bassiste dans Spectre et Bazaâr également.

### Premier album (2009-2012)
Le groupe enregistre son premier album Age of Disgrace en septembre et octobre 2009 avec Jérémy Stoz au studio Mammouth Production. Celui-ci mixe l'album en novembre qui est auto-produit et publié en 2010. La couverture de l'album est réalisée par David Caryn, artiste liégeois.
En 2010, le morceau Contagious apparaît sur la compilation FYU Volume 8, de même, Sleepless Century est présent sur Combat nasal. Le groupe joue alors au Metal Mean Festival et aussi en ouverture de Watain et Deströyer 666.
Pestifer signe un contrat avec le label Ultimhate Records en 2011, et leur premier album est alors remastérisé par Andy Classen avant d'être distribué dans le monde entier.
En mars, le groupe fait une mini-tournée avec le groupe français Mehtnakriss et fait l'ouverture de la tournée européenne de Kataklysm.
L'année suivante se poursuit avec une autre tournée en ouverture de Krisiun, Malevolent Creation et Vital Remains.

### Reaching the Void (2013-2015)

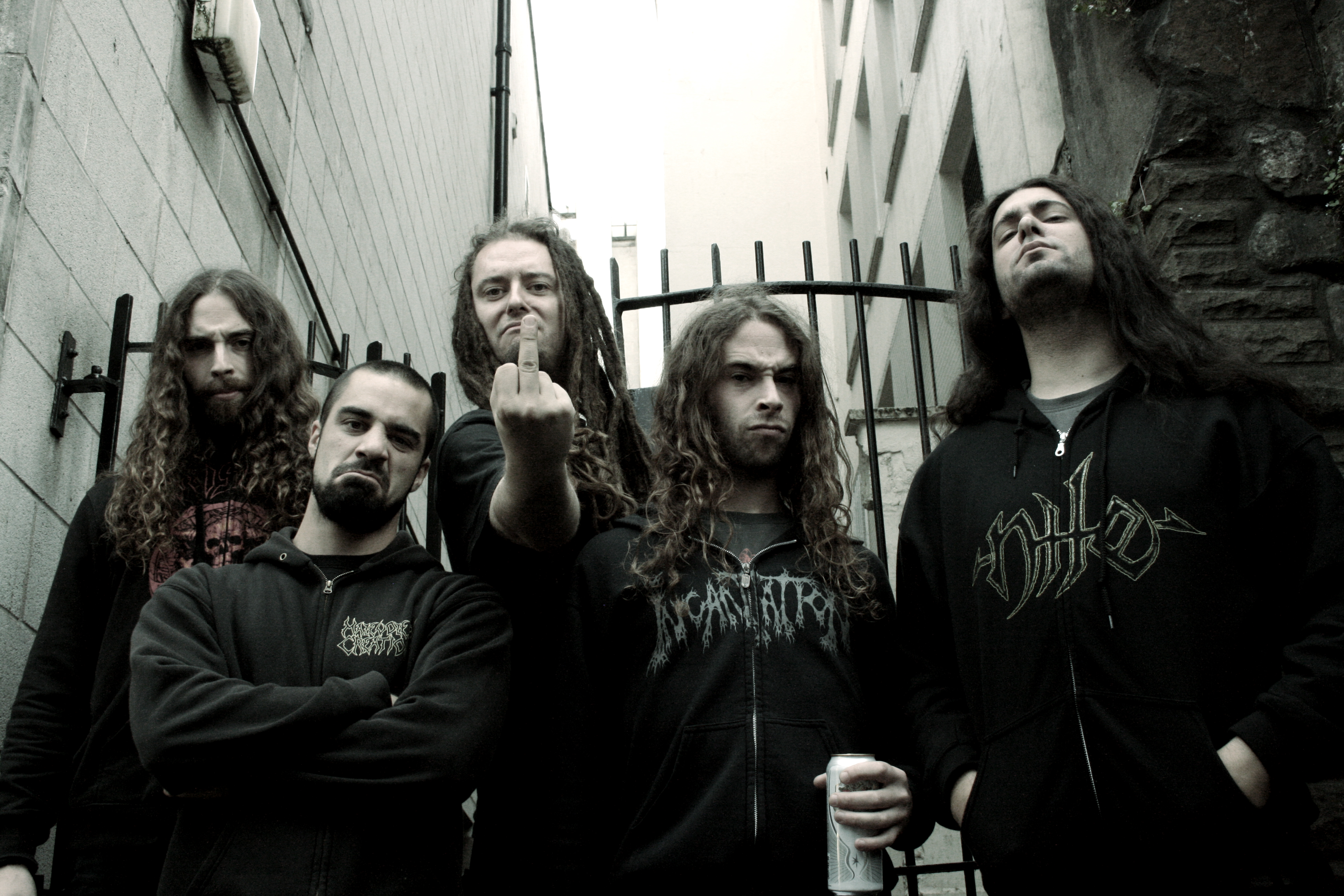
Pestifer au Pays de Galles pendant la tournée européenne de 2013.

En 2013, Pestifer enregistre l'album Reaching the Void, toujours avec Jérémy Stoz, après avoir signé un nouveau contrat avec le label Great Dane Records.
En septembre 2013, ils ouvrent pour la tournée européenne de Nile, Ex Deo et Svart Crown avec 13 concerts en France, Royaume-Uni (Angleterre, Écosse, Pays de Galles), Irlande (pays), Belgique, Allemagne et Pays-Bas. Ils continuent les concerts, notamment au Vlamrock.
Leur deuxième album, Reaching the Void, est publié le 19 mars 2014. Il sera masterisé par Victor Bullok (Obscura, Triptykon, Pestilence). David Caryn est une nouvelle fois appelé pour créer la couverture de l'album. Un univers aux allures de Science-fiction semble définir une nouvelle orientation thématique pour le groupe.

### Nouvelles recrues (2016-2017)
Le 14 octobre 2016, Pestifer annonce la mort de son ancien chanteur, Olivier « Morty » Putz qui apparait sur l'EP de 2006.
Fin 2016, Antoine Paterka quitte le groupe pour se consacrer à d'autres projets musicaux . Le groupe recrute alors Joseph Lemainque, guitariste français habitant en Allemagne.
Après 10 ans au sein du groupe, Emerson Devresse quitte à son tour Pestifer. Il sera remplacé, en août 2017, par Valéry Bottin (ex-In-Quest, ex-Emeth).
Après quelques concerts, Pestifer décide de se séparer de Joseph Lemainque. Le groupe l'annoncera quelques mois plus tard. Pestifer évolue désormais avec quatre membres.

### Un album-concept (2018-2020)
En 2018, Pestifer entame l'écriture d'un nouvel album. Le groupe entre en studio en 2019 pour enregistrer Expanding Oblivion, album-concept tournant autour d'une histoire orientée Science-fiction. Pour la troisième fois consécutive, David Caryn en réalise la couverture. L'album est enregistré et mixé par Laurent Eyen au studio Koko Records à Sprimont sur table de mixage analogique, le but étant de produire un son plus organique et naturel.
Pestifer annonce une nouvelle signature avec le label Xenokorp.
Expanding Oblivion sort le 13 mars 2020 et obtient d'excellentes critiques auprès de la presse spécialisée. Il est notamment élu "album du mois" dans le magazine Rock Hard et "tech-death album of the week" dans le webzine Toilet ov Hell.

## Membres

### Membres actuels
- Adrien Gustin — basse (depuis 2004)
- Philippe Gustin — batterie, percussions (depuis 2004)
- Jérôme Bernard — chant (depuis 2007)
- Valéry Bottin — guitare (depuis 2017)
- Poncho Garcia — guitare (depuis 2023)

### Anciens membres
- Olivier « Morty » Putz — chant (2004 - 2006)
- Antoine Paterka — guitare (2004 - 2016)
- Emerson Devresse — guitare (2007 - 2017)
- Joseph Lemainque — guitare (2017)

### Membres invités
- Panda — chant (sur Mind Control et Involution Process)

## Discographie

### Albums
- 2010 : Age of Disgrace

- 2014 : Reaching the Void

- 2020 : Expanding Oblivion

### EP
- 2006 : Pestifer
- 2023 : Defeat of the Nemesis